# Estación Casas
Casas es una estación de ferrocarril de la localidad de Casas, ubicada en la provincia de Santa Fe, Argentina.

## Servicios
No presta servicios de pasajeros, solamente de cargas. Sus vías corresponden al Ramal CC del Ferrocarril General Belgrano. Sus vías e instalaciones están a cargo de la empresa estatal Trenes Argentinos Cargas.
Se encuentra precedida por el Estación Las Bandurrias y le sigue la Estación Cañada Rosquín.